# Metacaligus rufus
Metacaligus rufus är en kräftdjursart som först beskrevs av C. B. Wilson 1908.  Metacaligus rufus ingår i släktet Metacaligus och familjen Caligidae. Inga underarter finns listade i Catalogue of Life.